# Усть-Невинский сельсовет
Усть-Невинский сельсовет — упразднённое сельское поселение в Кочубеевском районе Ставропольского края Российской Федерации.
Административный центр — хутор Усть-Невинский.

## История
Статус и границы сельского поселения установлены Законом Ставропольского края от 4 октября 2004 год № 88-КЗ «О наделении муниципальных образований Ставропольского края статусом городского, сельского поселения, городского округа, муниципального района».
С 16 марта 2020 года, в соответствии с Законом Ставропольского края от 31 января 2020 г. № 7-кз, все муниципальные образования Кочубеевского муниципального района были преобразованы путём их объединения в единое муниципальное образование Кочубеевский муниципальный округ.

## Население
| 1989  | 2002  | 2010  | 2011  | 2012  | 2013  | 2014  |
| ----- | ----- | ----- | ----- | ----- | ----- | ----- |
| 1455  | ↗1622 | ↘1604 | ↘1602 | ↘1572 | ↘1566 | ↘1563 |
| 2015  | 2016  | 2017  | 2018  | 2019  | 2020  |       |
| ↘1552 | ↘1413 | ↘1375 | ↘1364 | ↘1325 | ↘1296 |       |

### Национальный состав
По итогам переписи населения 2010 года проживали следующие национальности (национальности менее 1 %, см. в сноске к строке "Другие"):
| Национальность | Численность | Процент |
| -------------- | ----------- | ------- |
| Русские        | 1256        | 78,30   |
| Армяне         | 73          | 4,55    |
| Карачаевцы     | 57          | 3,55    |
| Кумыки         | 46          | 2,87    |
| Цыгане         | 41          | 2,56    |
| Даргинцы       | 38          | 2,37    |
| Украинцы       | 16          | 1,00    |
| Другие         | 77          | 4,80    |
| Итого          | 1604        | 100,00  |

## Состав сельского поселения
| № | Населённый пункт | Тип населённого пункта        | Население |
| - | ---------------- | ----------------------------- | --------- |
| 1 | Родниковский     | хутор                         | ↘500      |
| 2 | Сотникова        | хутор                         | ↘200      |
| 3 | Усть-Невинский   | хутор, административный центр | ↘700      |